# Atholus pirithous
Atholus pirithous är en skalbaggsart som först beskrevs av Sylvain Auguste de Marseul 1873.  Atholus pirithous ingår i släktet Atholus och familjen stumpbaggar. Inga underarter finns listade i Catalogue of Life.